# Ana Fernández
Ana Ibis Fernández Valle ou simplesmente Ana Fernández é uma ex-voleibolista cubana, integrante da lendária Seleção Cubana de Voleibol Feminino dos anos 90. Defendeu a seleção do seu país de 1991 a 2004, sangrando-se Tri-campeã olímpíca: Barcelona de 1992, Atlanta 1996, Sydney 2000 e 3º Lugar em Atenas 2004, além do Bi-campeonato da Copa do Mundo : Japão (1995 e 1999), foi Bi-campeã do Mundial: São Paulo(1994) e Osaka(1998); Bi-campeã do Grand Prix: Hong Long(1993) e Manila (2000) e Campeã da Copa dos Campeões 1993, Bi-campeã dos Jogos Pan-americanos: Havana (1991) e Mar del Plata(1995); Penta-campeã do Campeonato NORCECA de Voleibol Feminino: Regina(1991), Colorado Springs(1993), Santo Domingo(1995), Caguas 1997 e Monterrey (1999). Fernández atuou como meio-de-rede e obteve sucesso também ao longo de sua carreira por clubes no voleibol cubano, italiano, russo e espanhol.

## Clubes
| Clube                    | País    | De   | Até  |
| Matanzas                 | Cuba    | 1991 | 1997 |
| Vicenza Biasia           | Itália  | 1997 | 1998 |
| Foppapedretti Bergamo    | Itália  | 1998 | 1999 |
| Reggio Calabria Medianex | Itália  | 1999 | 2000 |
| Inativa                  | Cuba    | 2000 | 2003 |
| UCAM Murcia              | Espanha | 2003 | 2004 |
| Matanzas                 | Cuba    | 2004 | 2005 |
| Grupo 2002 Murcia        | Espanha | 2005 | 2006 |
| Spar Tenerife Marichal   | Espanha | 2006 | 2008 |
| Leningradka              | Rússia  | 2008 | 2009 |
| CAV Murcia               | Espanha | 2009 | 2010 |

## Resultados e Títulos
Seleção Cubana de Voleibol Feminino
Copa do Mundo de Voleibol Feminino
- 6º Lugar na Japão 2003

Campeonato Mundial de Voleibol Feminino
- 5º Lugar na Alemanha 2002

Grand Prix de Voleibol
- 5º Lugar em Yuxi 1999
- 4º Lugar em Macau 2001
- 7º Lugar em Hong Kong 2002
- 11ºLugar emAndria 2003
- 4º Lugar em Reggio Calabria 2004

Clubes
- Campeã da Supercopa Italiana(1998)atuando pelo Vicenza[2]
- Campeã Italiana atuando pelo Foppapedretti Bergamo(1998/1999)[2]
- Campeã da Liga dos Campeões atuando pelo Foppapedretti Bergamo(1998/1999)[2]
- Campeã da Copa da Itália atuando pelo Reggio Calabria Medinex(1999/2000)[2]
- Campeã da Copa CEV atuando pelo Reggio Calabria Medinex(2000)[2]
- Copa Challenge atuando pelo Leningrdka(2009)[2]
- Supercopa Espanhola atuando pelo CAV Murcia(2009)
- Copa da Rainha atuando pelo CAV Murcia(2009/2010)

## Premiações Individuais
- Melhor Atacante do Grand Prix de 1996
- Melhor Atacante do Campeonato Mundial de Voleibol Feminino de 1996
- MVP (Most Valuable Player)- Melhor Jogadora do Grand Prix de 2000
- Melhor Atacante do Grand Prix de 2000
- 2009-Maior Pontuadora da Copa Challenge Europeia atuando pelo Leningradka( Rússia)[3]